# Antiinflamatori no esteroidal
Els antiinflamatoris no esteroidals (o, més rarament no esteroideus) (AINE i, més rarament, AINES en plural) són substàncies químiques amb efecte antiinflamatori, analgèsic i antipirètic, efectes que són semblants als dels corticoides però sense les conseqüències secundàries. Són un grup variat i químicament heterogeni de fàrmacs que per la seva acció antiinflamatòria, analgèsica, i antipirètica redueixen els símptomes de la inflamació, el dolor i la febre respectivament. Actuen bloquejant la síntesi de prostaglandines. Tots exerceixen els seus efectes per acció de la inhibició de l'enzim ciclooxigenasa. Els AINE contraresten l'efecte hipotensor del diürètics, betablocadors, IECA o fàrmacs com la prazosina o la hidralazina perquè part de la seva acció hipotensora l'exerceixen aquestes substàncies a través de l'alliberament de prostaglandines renals.

## Història

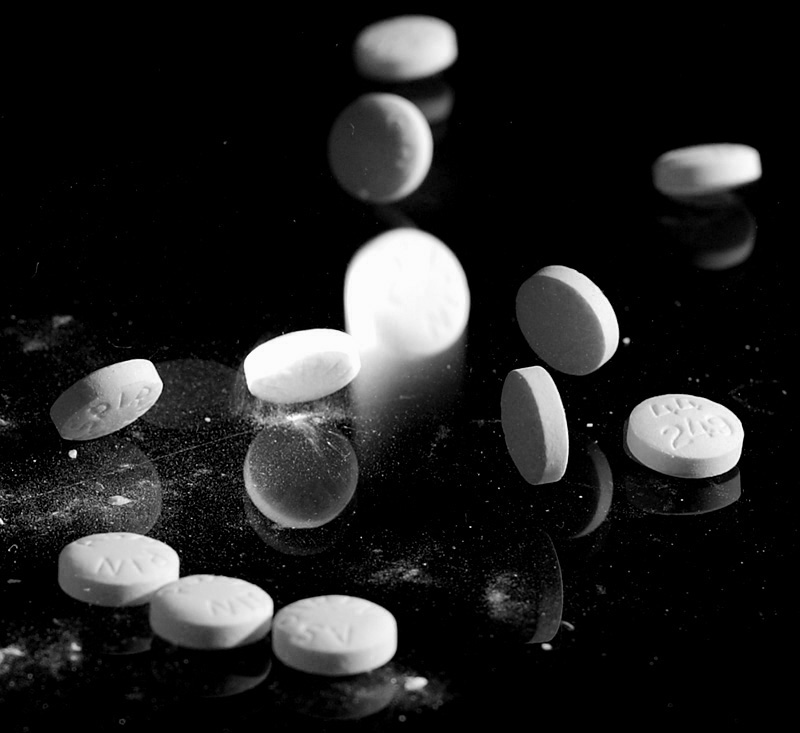
Comprimits d'àcid acetilsalicilic

La primera referència als AINE és al V a.C, quan el reconegut pare de la medicina grega, Hipòcrates, va emprar una poció composta d'extracte de corfa i fulles de salze, Salix latinum, per alleujar els dolors i controlar la febre.
Es coneix que en l'edat mitjana, la corfa de salze bullida era emprada per les cuaranderes per a donar beure a les persones que sentien dolors.
L'any 1828, el professor de Farmàcia Johann Andreas Büchner va desenvolupar una massa groguenca que va anomenar salicina (producte de la corfa de salze). Després d'un any el químic francès Leroux va aconseguir convertir la salicina en cristalls. Per a 1859 Kolbe va sintetitzar l'àcid salicílic, el qual és un precursor de l'àcid acetilsalicílic (Aspirina).

## Mecanisme d'acció
A grans trets, tots els AINES inhibeixen l'activitat de la ciclooxigenasa. En els últims anys es coneix que la ciclooxigenasa es troba al nostre organisme en dues formes diferents, els isoenzimes de la ciclooxigenasa: COX-1 fisiològica i COX-2 induïble.
La COX-1 i COX-2 tenen característiques diferents. La primera la podem localitzar en teixits normals del nostre organisme, per exemple, a mucosa gàstrica, lloc en el qual realitza les seves funcions. La COX-2 és difícilment detectable en teixits normals de l'organisme. Una altra diferència és la capacitat que tenen d'augmentar. En primer lloc, la COX-1 pot incrementar de 2 a 4 vegades a diferència de la COX-2 que ho pot fer de 10 a 80 vegades.
Els AINE tenen capacitat d'inhibir tant la COX-1 com la COX-2. Tot i així, la inhibició de la COX-2 és la que controla l'acció terapèutica: antiinflamatòria, antipirètica i analgèsica.

### Acció analgèsica
L'acció analgèsica està relacionada amb la inhibició de la síntesi de prostaglandines en el lloc on es percep el dolor. Generalment, actuen en l'àmbit perifèric però en alguns casos també es pot produir a escala central. Tots els AINE inhibeixen l'activitat de la ciclooxigenasa i aquest efecte és la base de la seva propietat analgèsica.
Aquests fàrmacs són útils en dolors relacionats amb còlic nefrític o biliar, politraumatitzats, cremats i control del dolor en postoperatoris.
Els AINE tenen un inconvenient, el sostre terapèutic, és a dir, arriba un punt en el qual el fet d'incrementari la dosi de fàrmac no incrementa l'efecte analgèsic. No està recomanat associar dos o més AINE en un mateix tractament.

### Acció antipirètica
L'acció antipirètica dels AINE es dona gràcies a la inhibició de producció de prostaglandines per part de la ciclooxigenasa. Les prostaglandines tenen un rol rellevant en el centre regulador de latemperatura corporal, provoca el seu increment. Per tant, els AINE inhibeixen la producció de prostaglandines i, per tant, disminueixen la temperatura corporal.
El tipus de prostaglandines que adquireix el rol rellevant és la prostaglandina E2. Els AINE només redueixen la temperatura corporal si la prostaglandina E2 es troba incrementada pel pirogen. Cal remarcar que els AINE redueixen la temperatura corporal en casos febrils i no ens individus sans.

### Acció antiinflamatòria
La ciclooxigenasa té la capacitat d'actuar sobre tres factors rellevants en la resposta inflamatòria: vasodilatació, dolor i edemes. D'aquesta manera produeixen el seu efecte antiinflamatori.
Dins de l'acció inflamatòria podem trobar dues situacions en les quals els AINE poden actuar. Aquestes són: inflamació aguda i inflamació crònica.

### Efecte antiagregant plaquetari
L'efecte antiagregant plaquetari només s'ha observat en el cas de l'aspirina. Aquesta té la capacitat de bloquejar la ciclooxigenasa de les plaquetes. D'aquesta manera s'evita la seva unió, i posteriorment, la formació de trombes.

## Indicacions
Els AINE són fàrmacs que es poden utilitzar en una gran varietat de patologies. Generalment, s'utilitzen en casos de dolor i inflamació. Les indicacions més freqüents són:
- Artrosi
- Dolor menstrual
- Cefalea i migranyes
- Febre
- Artritis
- Dolor postquirúrgic
- Dolor lleu o moderat per inflamació o lesions traumàtiques
- Dolor en metàstasi òssia
- Còlic nefrític
- Àmbit de l'odontologia: procediments postquirúrgics.

## Contraindicacions
Els AINE tenen tota una sèrie de contraindicacions que s'han de tenir en compte alhora d'iniciar tractament amb aquests medicaments. Les contraindicacions més rellevants són:
- Persones amb defectes de coagulació.
- Alteració de funció renal: En aquests casos cal reduir la dosi el màxim possible, ja que es pot produir toxicitat aguda.
- Alteració de la funció cardiovascular: Tots els AINE estan contraindicats en la insuficiència cardíaca severa. Els inhibidors de la ciclooxigenasa-2 estan contraindicats en malaltia cardíaca isquèmica, malaltia cerebrovascular, malaltia arterial perifèrica, entre d'altres.[19]
- Diagnòstic de patologia gàstrica: A conseqüència de l'increment del risc d'hemorràgia digestiva.
- Gent gran: Cal anar amb compte amb el tipus d'AINE que s'administrarà en la gent gran.
- Embaràs i lactància: S'aconsella no utilitzar AINE durant els últims mesos de gestació per risc a l'aparició de malformacions fetals.
- Ús de forma simultània d'AINE i Inhibidors de l'Enzmia Conversora d'Angiotensina (IECA).

## Efectes secundaris
Generalment, aquest grup de fàrmacs no dona efectes secundaris greus o aquests són molt lleus.
Aproximadament, un 20% de persones que prenen AINE poden experimentar molèsties abdominals sense més rellevància. Tot i així, entre un 15-30% dels pacients poden presentar alteracions en la mucosa del tub digestiu. Finalment, un 2% d'individus poden presentar complicacions més greus i rellevants. Per exemple, hemorràgies digestives o perforació, úlceres, gastroduodenitis, diarrea, etc. L'efecte més greu dels AINES és l'hemorràgia digestiva alta.
Hi ha tota una sèrie de factors predisposants com: ús d'anticoagulants de forma simultània amb els AINES, majors de 65 anys, alguna malaltia greu (cardíaca,l hepàtica, etc), entre d'altres.

## Diversos principis actius
A Espanya estan comercialitzats:
- Inhibidors de la COX-1 i la COX-2, o AINEs tradicionals
  - Salicilats
    - Àcid acetilsalicílic: EFG, AAS, Adiro, Aspirina, Bioplak, Tromalyt, Inyesprin
    - No comercialitzats a Espanya: acetilsalicilat de lisina, benorilat, diflunisal, etersalat, salsalat

  - Pirazolones i anàlegs
    - No comercialitzats a Espanya: Fenilbutazona, feprazona, nifenazona, suxibuzona

  - Derivats indolacètics
    - Indometacina: Artrinovo, Inacid
    - No comercialitzats a Espanya: acemetacina, glucametacina, proglumetacina, oxametacina, sulindac, tolmetina

  - Derivats arilacètics
    - Aceclofenac: EFG, Airtal, Gerbin
    - Diclofenac: EFG, Dolo-Voltaren, Voltaren; gels diversos: inclosos per queratosi actínica (Solacutan, Solaraze); també en col·liris (Diclofenaco i Voltaren).
    - Nabumetona: Relif
    - No comercialitzats a Espanya: fentiazac

  - Derivats arilpropiònics
    - Dexketoprofèn: EFG, Enantyum, Adolquir, Ketesse, Fenodex; gels diversos
    - Ibuprofèn: EFG, Dolorac, Espidifen, Algidrin, Apirofeno, Ibufarmalid, Ibukern, Neobrufen, Norvectan, Paidofebril, Poindol, Solibu
    - Ketoprofèn: EFG, Fastum, Orudis
    - Naproxèn: EFG, Antalgín, Naprosyn, Lundiran
    - No comercialitzats a Espanya: butibufén, fenbufén, ibuproxam, oxaprozina, tiaprofén; comercialitzats sense recepta Flurbiprofèn.

  - Oxicams
    - Meloxicam: EFG, Movalis
    - Piroxicam: EFG, Feldene; varis amb gel.
    - Tenoxicam: Reutenox
    - No comercialitzats a Espanya: droxicam

  - Fenamats
    - Àcid niflúmic: Niflactol
    - No comercialitzats a Espanya: àcid meclofenèmic, àcid mefenèmic
- Inhibidors de la COX-2 o coxibs
  - Celecoxib: EFG, Artilog, Axatal, Celebrex, Celenib, Meticel
  - Etoricoxib: EFG, Acoxxel, Arcoxia, Exxiv, Torixib